# مارك دوبلداي
مارك دوبلداي (بالإنجليزية: Mark Doubleday)‏ هو لاعب كرة قاعدة أسترالي، ولد في 10 أغسطس 1973 في سيدني في أستراليا.

## وصلات خارجية
- مارك دوبلداي على موقع أوليمبيديا (الإنجليزية)